# Селард (Муреш)
Селард (рум. Sălard) — село у повіті Муреш в Румунії. Входить до складу комуни Лунка-Брадулуй.
Село розташоване на відстані 290 км на північ від Бухареста, 59 км на північний схід від Тиргу-Муреша, 113 км на схід від Клуж-Напоки, 149 км на північ від Брашова.

## Населення
За даними перепису населення 2002 року у селі проживали 125 осіб. Рідною мовою 121 особа (96,8%) назвала румунську.
Національний склад населення села:
| Національність | Кількість осіб | Відсоток |
| -------------- | -------------- | -------- |
| румуни         | 120            | 96,0%    |
| угорці         | 5              | 4,0%     |